# Flugzeugentführung

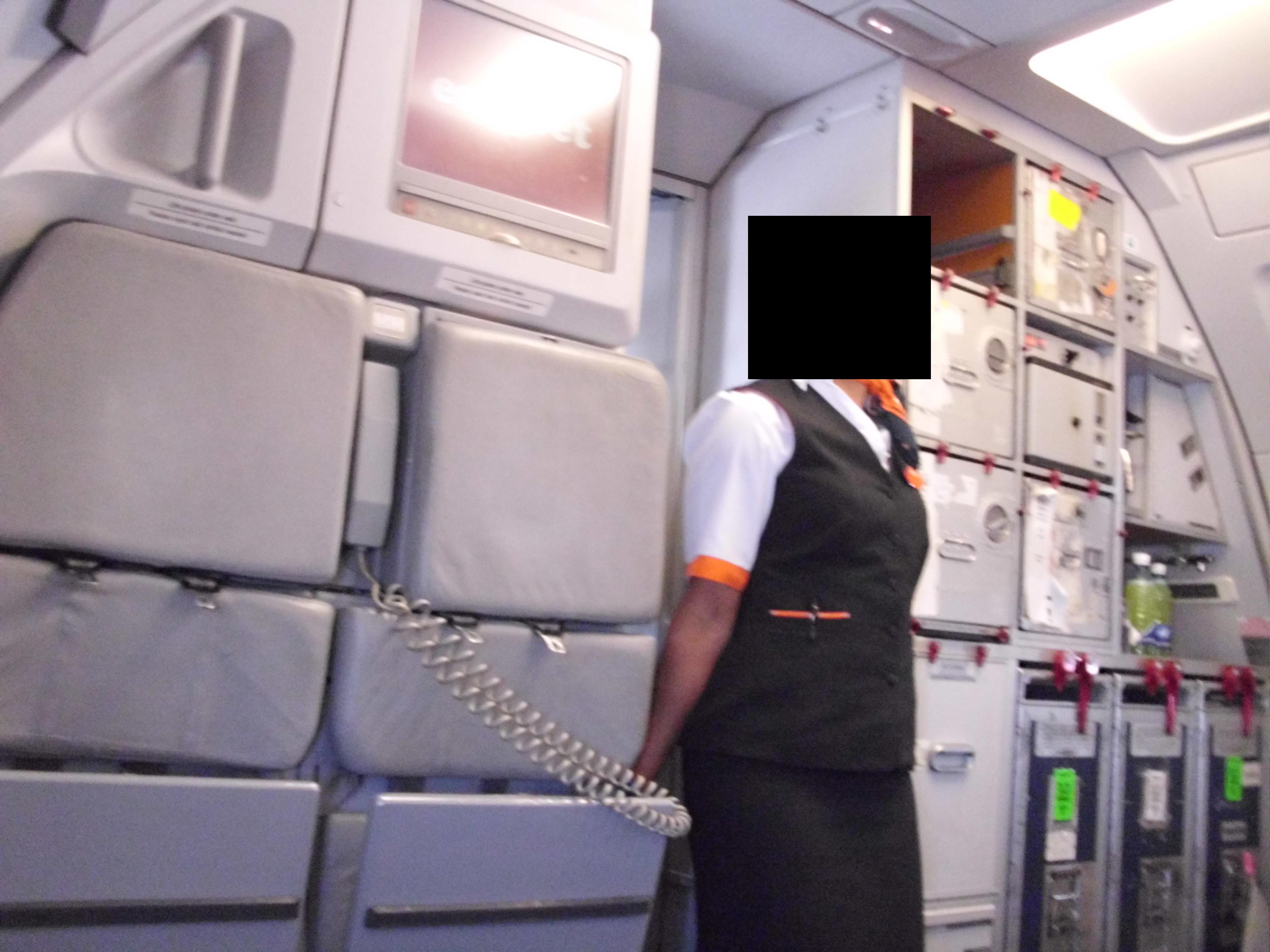
Flugbegleiterin bewacht offenes Cockpit einer easyJet-Maschine

Eine Flugzeugentführung (auch Luftpiraterie, engl. aircraft hijacking genannt) bezeichnet die kriminelle Übernahme der Bordgewalt eines Flugzeugs, welche von einem oder mehreren Tätern (genannt: Flugzeugentführer oder Luftpiraten) durch Gewalt, Geiselnahmen, Todesdrohungen oder Tötung von Passagieren bzw. dem Flugpersonal durchgeführt wird. Motiv ist häufig Flucht vor Strafverfolgung oder die Verwirklichung terroristischer Absichten.
Die Abgrenzung zur Piraterie im klassischen Sinne ergibt sich daraus, dass Luftpiraten in aller Regel keine Eigentumsdelikte und Menschenhandel zur finanziellen Bereicherung begehen. Stattdessen liegt die Kontrolle über die Maschine und aller anwesenden Zivilisten im Fokus, welche der Piraterie auf Gewässern bei der Durchführung ähnelt.
Flugzeugentführungen mit Geiselnahmen folgen üblicherweise einem Muster aus Verhandlungen zwischen den Luftpiraten und den Sicherheitsbehörden, auf die dann entweder eine Art „Kompromisseinigung“ oder die Erstürmung des Flugzeuges durch bewaffnete Polizei- oder Spezialeinheiten mit dem Ziel erfolgt, die Geiseln zu retten.
Eine Flugzeugentführung kann die Cockpitbesatzung mit Hilfe des Transponder-Codes 7500 in einem unbewachten Moment ohne Wissen der Flugzeugentführer an die Flugsicherung melden.

## Geschichte
Die älteste überlieferte Entführung fand am 21. Februar 1931 in Arequipa (Peru) statt. Byron Rickards, der eine Ford Trimotor flog, wurde am Boden von bewaffneten Revolutionären bedrängt. Er lehnte ab, sie überallhin zu fliegen und erhielt nach einer zehntägigen Pattsituation mitgeteilt, dass die Revolution erfolgreich war und er gehen dürfe, wenn er einen von ihnen nach Lima flöge.
Die wahrscheinlich erste Entführung eines kommerziellen Linienfluges wurde unter dem Namen Entführung der Miss Macao bekannt und trug sich am 16. Juli 1948 zu, bei dem der vergebliche Versuch, die Kontrolle über ein Cathay-Pacific-Wasserflugzeug zu erlangen, dazu führte, dass es in das Meer von Macau stürzte.
Seit 1947 sind 60 % der Entführungen Ausreiseversuche von Flüchtlingen gewesen. 1968–1969 gab es einen massiven Anstieg der Zahl der Entführungen. 1968 gab es 27 Entführungen, bzw. versuchte Entführungen nach Kuba. 1969 wurden weltweit 82 Entführungsversuche notiert, mehr als das Doppelte der gesamten Periode 1947–1967. Die meisten waren solche, bei denen Palästinenser Flugzeugentführung als politisches Druckmittel einsetzten, um ihr Anliegen publik zu machen und um die israelische Regierung zu zwingen, palästinensische Gefangene aus dem Gefängnis freizulassen.
Nach dem Spitzenwert von 385 Vorfällen in der Zeit von 1967 bis 1976 ist die Zahl der Flugzeugentführungen wieder gesunken. In den Folgejahren von 1977 bis 1986 hatte sich die Zahl auf 300 Vorfälle reduziert, im Zeitraum 1987–1996 waren es 212.

## Vorbeugende Maßnahmen

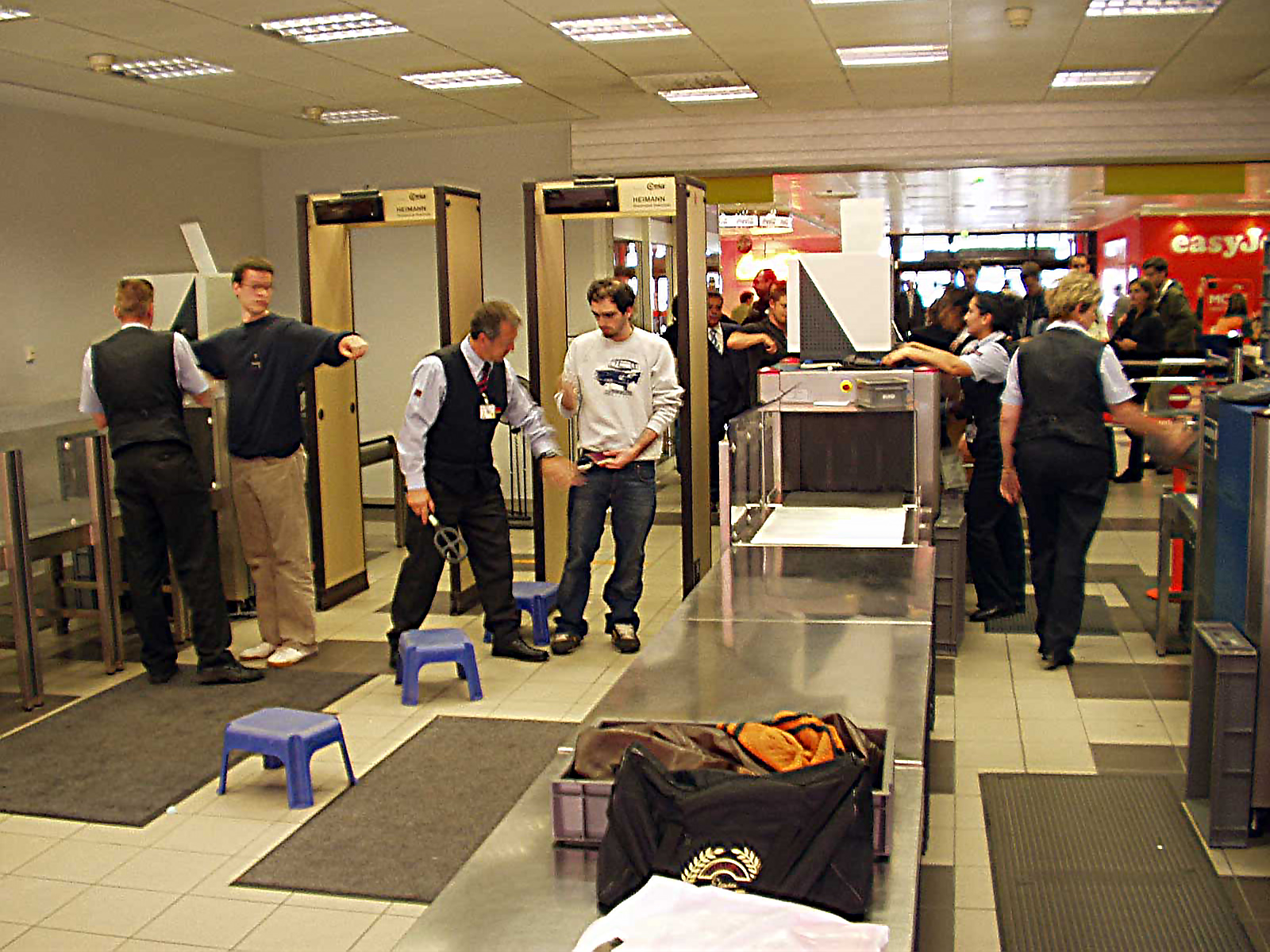
Eine von vielen präventiven Maßnahmen: Körperliche Durchsuchungen der Passagiere

Eine Aufgabe der Luftsicherheit nach den hierfür geltenden Bestimmungen ist es, Flugzeugentführungen zu verhindern (Gefahrenprävention). Hat eine Flugzeugentführung bereits begonnen, greifen hingegen die allgemeinen Polizeigesetze. Zu den Hauptbereichen der staatlichen oder privaten Prävention zählen die Zuverlässigkeitsüberprüfung der Flughafenbediensteten und des Flugpersonals, die Kontrolle der Fluggäste, ihres Gepäcks sowie der Fracht, Eigensicherungsmaßnahmen der Flughäfen (Flughafensicherheit) und Luftfahrtunternehmen:
- Überprüfung der Passagierliste hinsichtlich gefährlicher Personen (Abgleich mit einer „schwarzen Liste“)
- Durchsuchung der Flugpassagiere und deren Handgepäck
- Untersuchung des Gepäcks (u. a. mit Metalldetektoren)
- Einsatz von verdecktem Sicherheitspersonal an Bord (sogenannte Sky-Marshals)
- Verbot von Waffen und gefährlichen Gegenständen im Handgepäck (Messer, Scheren)
- Gepanzerte Türen zum Cockpit
- Erfassung aller Bewegungen von Passagieren (wer ist wann wo, Bewegungsbild)
- Erfassung von Daten der Flugpassagiere und des Personals (Fingerabdrücke, Porträts)
- Videografien, möglichst mit automatisierter Auswertung biometrischer Daten.
- Secondary Security Screening Selection (SSSS), ein Verfahren, um verdächtige Personen genauer zu kontrollieren

## Situation nach dem 11. September 2001
Seit den Terroranschlägen am 11. September 2001 ist ein neuer grundlegender Faktor bei Präventionsmaßnahmen und dem Umgang mit Flugzeugentführungen zu berücksichtigen. Die an diesem Tag erfolgten Flugzeugentführungen unterschieden sich von sonstigen Flugzeugentführungen dadurch, dass keine Forderungen erhoben wurden, sondern die gekaperten Flugzeuge für Kamikazeanschläge unter bewusster Inkaufnahme der dadurch verursachten Ermordung sämtlicher Menschen an Bord benutzt wurden. Die besondere Gefährlichkeit solcher Flugzeugentführungen resultiert über die Benutzung des Flugzeugs als fliegende Bombe hinaus daraus, dass insbesondere religiös motivierte Selbstmordattentäter fest entschlossen sind, ihre Terrortat zu vollenden. Sie sind deshalb keinen Verhandlungen zugänglich, in deren Verlauf oder Ergebnis ein Schaden für die sich an Bord befindlichen Passagiere zumindest teilweise abgemildert werden könnte. Die Geiselnahme der Passagiere dient lediglich dazu, die Sicherheitsbehörden von einem Angriff auf das fliegende Flugzeug abzuhalten. Eine besondere Schwierigkeit für die Sicherheitsbehörden besteht darin, festzustellen, ob es sich tatsächlich um Selbstmordattentäter handelt, das heißt ob die Luftpiraten sich lediglich als solche ausgeben bzw. sich erst kurz vor Erreichen ihres Terrorziels als solche zu erkennen geben. Sollte künftig ein entführtes Flugzeug zum Auftanken zwischenlanden, so dürfte es neben dem Schutz der Passagiere oberstes Ziel der Sicherheitsbehörden sein, einen Weiterflug strikt zu verhindern.
Auch bei der Einschätzung der Situation in einem entführten Flugzeug müssen neue Aspekte in die Verlaufsprognose einbezogen werden:
Bisher führten Flugzeugentführungen im Allgemeinen zu Verhandlungen mit den Sicherheitsbehörden, in deren Verlauf Luftpiraten meist die Freilassung von allen oder einem Teil der Geiseln in Aussicht stellten, sollten ihre Forderungen (teilweise) erfüllt werden. Geiseln verhielten sich entsprechend ruhig, um eine Eskalation zu vermeiden und so die Entführung unversehrt zu überstehen. Insoweit war für die Entführer die Gefahr gering, dass sich Geiseln in das Geschehen an Bord einmischten.
Seitdem nicht ausgeschlossen werden kann, dass eine Entführung mit dem Ziel eines Selbst- und Massenmords erfolgt, ist die Bereitschaft von Geiseln an Bord wesentlich höher, in aktiver Notwehr zu versuchen, ihr Leben durch Überwältigung der Entführer zu retten. So ist Audio-Mitschnitten aus der vierten entführten Maschine des 11. Septembers zu entnehmen, dass die Geiseln versuchten, die Luftpiraten zu überwältigen, nachdem sie über Mobiltelefone von den anderen Anschlägen erfahren hatten. Weil jeder Flugzeugentführer in Zukunft ähnliche Reaktionen einkalkulieren muss, ist die latente Gefahr einer Eskalation an Bord als deutlich höher einzuschätzen.

## Recht
Zur Bekämpfung der Luftpiraterie werden auf internationaler Ebene vor allem die drei Abkommen von Tokio, Abkommen von Den Haag und Montrealer Übereinkommen angewandt. Diese sollen u. a. dafür sorgen, dass jeder Luftpirat, unabhängig vom Begehungsort, zur Verantwortung gezogen wird. Staaten, die den Luftpiraten Asyl gewähren, müssen sie ebenfalls wegen Luftpiraterie verurteilen.
In Deutschland wird Luftpiraterie als Angriff auf den Luftverkehr nach § 316c StGB mit einer Freiheitsstrafe von fünf Jahren bis zu fünfzehn Jahren, in minder schweren Fällen von einem bis zu zehn Jahren, bestraft. Unter den Tatbestand fallen auch der Schusswaffengebrauch und das Vorhaben, eine Explosion oder einen Brand herbeizuführen, um ein Luftfahrzeug oder seine Ladung zu zerstören. Daneben kommen als Straftatbestände Freiheitsberaubung und Geiselnahme in Betracht.
Das österreichische StGB enthält in §102 (erpresserische Entführung) und §185f. (Luftpiraterie, Luftverkehrsgefährdung) ähnliche Straftatbestände.
Für das Schweizer StGB gilt das gleiche in Artikel 183 (Entführung), Artikel 185 (Geiselnahme) und Artikel 237 (Störung öffentlichen Verkehrs).
In Deutschland initiierte die Bundesregierung 2004 das Luftsicherheitsgesetz, um eine Rechtsgrundlage zu schaffen, in Renegade-Fällen ein mit Passagieren an Bord entführtes Luftfahrzeug rechtzeitig abzuschießen; 2006 erklärte das Urteil des Bundesverfassungsgerichts zum Luftsicherheitsgesetz 2005 letzteres für verfassungswidrig.